# Ernst Remmers

Ernst Remmers

Ernst Remmers (* 9. Juli 1868 in Gehrden; † 10. April 1937 in Berlin) war Mitbegründer und erster Vorsitzender des Deutschen Beamtenbundes sowie Mitbegründer und Abgeordneter der DDP.

## Organisator der Beamteninteressen
Remmers arbeitete zwischen 1887 und 1894 als Beamter bei der Post. Bereits früh beteiligte er sich an den Organisationsbestrebungen der mittleren Beamten. So gab er ab 1895 die Zeitschrift „Der Postbote“ heraus. Im Jahr 1900 wurde er Schriftleiter der Zeitschrift „Deutsche Post“ und war Mitbegründer des Verbandes der Unteren Post- und Telegraphenbeamten. Dessen Generalsekretär wurde er 1909. Zwischen 1909 und 1911 war er Mitbegründer und Vorstandsmitglied des Bundes der Festbesoldeten. Während des Ersten Weltkrieges war er 1916 beteiligt an der Gründung der Interessengemeinschaft Deutscher Beamtenverbände. Er war außerdem Vorstandsmitglied des Kriegsausschusses für Konsumenteninteressen sowie Schatzmeister des Volksbundes für Freiheit und Vaterland. Aus der Interessengemeinschaft der Beamtenverbände ging 1918 der Deutsche Beamtenbund hervor. Remmers wurde erster Vorsitzender der neuen Organisation.
Von 1928 bis 1933 gehörte er zusammen mit Albert Falkenberg und Max Wagner der Geschäftsführung der 1928 gegründeten „Beamtenbausparkasse, Heimstättengesellschaft der Deutschen Beamtenschaft m. b. H.“ (B.B.S.)  in Berlin an, deren Vorsitz der als ihr Gründervater geltende Bodenreformer Johannes Lubahn hatte, der ein enger Freund von Adolf Damaschke war. Aus der B.B.S. ging nach der Gleichschaltung 1933 das Beamtenheimstättenwerk als Bausparkasse für den Öffentlichen Dienst hervor, welche sich nach dem Verlust der Gemeinnützigkeit 1976 allmählich zu dem allgemeinen  Finanzdienstleister BHW wandelte.

## Politik
Bereits im Kaiserreich hatte sich Remmers auch politisch engagiert. So war er Vorsitzender der Fortschrittlichen Volkspartei in Berlin-Niederschönhausen und Umgebung. Eine Reichstagskandidatur war 1907 gescheitert. Remmers gehörte 1918 zu den Unterzeichnern des Gründungsaufrufs der DDP. Bereits 1919 legte er das Amt als Vorsitzender des DBB nieder, weil er für die DDP in die Weimarer Nationalversammlung einzog. Als Direktor des DBB blieb er der Beamtenorganisation eng verbunden.
Er veröffentlichte verschiedene Schriften insbesondere zu Beamtenfragen.